# Рока Приора
Ро̀ка Прио̀ра (на италиански: Rocca Priora) е град и община в Централна Италия, провинция Рим, регион Лацио. Разположен е на 768 m надморска височина. Населението на общината е 11 987 души (към 2010 г.).